# Chimarra kokodana
Chimarra kokodana (лат.) — вид мелких ручейников рода Chimarra из семейства приречные ручейники (Philopotamidae). Эндемики Океании.

## Распространение
Остров Новая Гвинея, Папуа — Новая Гвинея, провинция Оро, Кокода (на высотах около 366 м); Центральная провинция, Mamai Plantation, к востоку от Port Glasgow (150 м, около 10° 16' ю. ш., 149° 30' в. д.); ручей Иомари (Iomari), дорога Берейма — Порт-Морсби (около 9° 25' ю. ш., 147° 15' в. д.)

## Описание
Ручейники мелких размеров. Длина переднего крыла 3,8—4,8 мм. Общий цвет тела и крыльев бледный (пепельный). Самцы C. kokodana наиболее похожи на C. bifida и C. bicuspidis по раздвоенным вершинам нижних придатков, но могут быть отделены от двух последних и всех других новогвинейских видов по сочетанию нижних придатков, которые относительно прямые и наклонены под углом от 30° до 45° к горизонтали в боковом виде, с раздвоенными вершинами и округлым, килевидным вентральным отростком на IX сегменте. Самки неизвестны.  Формулы шпор 1, 4, 4; вторая анальная жилка задних крыльев сливается с первой анальной жилкой, образуя замкнутую ячейку. Вид был впервые был описан в 1962 году, а его валидный статус подтверждён в 2020 году в ходе ревизии, проведённой австралийским энтомологом Дэвидом Картрайтом (D. I. Cartwright; Wandana Heights, Виктория, Австралия).